# رفعت علي عيد
رفعت علي عيد من رموز السياسة في الطائفة الإسلامية العلوية بشمال لبنان، وهو ابن زعيم الحزب الديموقراطي اللبناني العربي علي يوسف عيد النائب في البرلمان اللبناني بين 1990-1994 لديه أكبر دعم من علوية لبنان.
شارك رفعت عيد باشتباكات باب التبانة وجبل محسن التي تحدث كل فترة في طرابلس.
رفعت هو الوجه الرئيسي للحزب العربي الديمقراطي في لبنان بمنصب "مسؤول العلاقات السياسية في الحزب"، يتمتع بشعبية واسعة داخل طائفته حيث نال أكثر من 90% من الأصوات العلوية [بحاجة لمصدر]في انتخابات 2009 لكنه لم ينجح.
وفي تاريخ 10 أبريل 2014 قام القضاء العسكري اللبناني بإصدار مذكرة توقيف غيابية بحق رفعت عيد بعدما هرب مع غالبية قادة المحاور المشاركة في القتالات الداخلية في التبانة وجبل محسن في شمال لبنان. وفيما تردد أن رفعت عيد موجود حالياً في سوريا، قيل أن والده أي علي عيد تمكن من السفر إلى الولايات المتحدة الأميركية بعدما توافرت لديه إقامة دائمة هناك.